# محطة المعادي للطاقة الشمسية
محطة المعادي للطاقة الشمسية محطه توليد للطاقة الشمسية كان موقعها في شارع 101 بحي المعادي في القاهرة وتبعد عنها 20 كم، أما الآن فتغطي المباني والرمال الأشجار موقع المحطة السابق. بداية النشأة، عندما قام المهندس الأمريكي فرانك شومان المُتخصص في مجال الطاقة الشمسية بتشييد المحطة في القاهرة في خريف 1911، حيث كانت أول محطة لتوليد الطاقة الشمسية في العالم، وكانت تحتوي على 5 جامعات للطاقة الشمسية، كُل منها بطول 62 متر وعرض 4 أمتار وتفصل بينهم 7 أمتار، أستمر تشغيل المُحركات لفترة أقل من عام. مع أن الوزارات السابقة في الطاقة المتجددة كانت على علم بالمحطة إلا أنها أهملتها رغم الاقتراحات العدة على مر الزمان لإحيائها وإنشاء غيرها حتى.
عملت هذه المحطة كمحرك رفع شمسي حيث تجمع أشعة الشمس لتسخين خزانات مليئة بالماء ليقوم البخار الناتج بتشغيل طلمبات رافعة للمياه.
وبقدرة 100 حصان كان هذا المحرك قادرا على ضخ 6000 جالون من المياه في الدقيقة.